# Andrea Palma
Andrea Palma (Durango, 16 de abril de 1903—Cidade do México, 6 de outubro de 1987) foi uma atriz mexicana.

## Juventude
Guadalupe Bracho Pérez-Gavilán foi um dos onze filhos de Julio Bracho Zuloaga, nascido em Durango, rico proprietário de terras e fábrica de tecidos que perdeu todos os seus bens durante a Revolução Mexicana. Um de seus irmãos era o cineasta Julio Bracho. Seus primos eram os atores de Hollywood Ramon Novarro e Dolores del Río. Bracho se mudou com a família para a Cidade do México, onde Andrea se interessou por teatro durante seus anos de escola e, mais tarde, por moda e design de chapéus. Ela entrou no negócio de chapéus no início dos anos 1920 e abriu sua própria loja, chamada Casa Andrea (de onde tirou seu primeiro nome como atriz, acrescentando o sobrenome de uma de suas clientes, a elegante Sra. Palma.) Conhecida no mundo do teatro, teve sua primeira oportunidade de substituir sua amiga, a atriz mexicana Isabela Corona quando a atriz deu à luz uma criança.

## Carreira
Fechou a loja e permaneceu na companhia de teatro e viajou para os Estados Unidos, onde ficou até o início dos anos 1930, ajudada pelo jovem e lutador Cecil Kellaway, tendo pequenos papéis nos filmes de seus primos Dolores del Río e Ramón Novarro e como consultora de chapéus e maquiagem de Marlene Dietrich, quando a atriz alemã chegou a Hollywood. Quando ela foi chamada do México e ofereceu o papel de Rosário no filme La Mujer del Puerto, foi o estilo de Dietrich que a inspirou na criação de seu personagem.

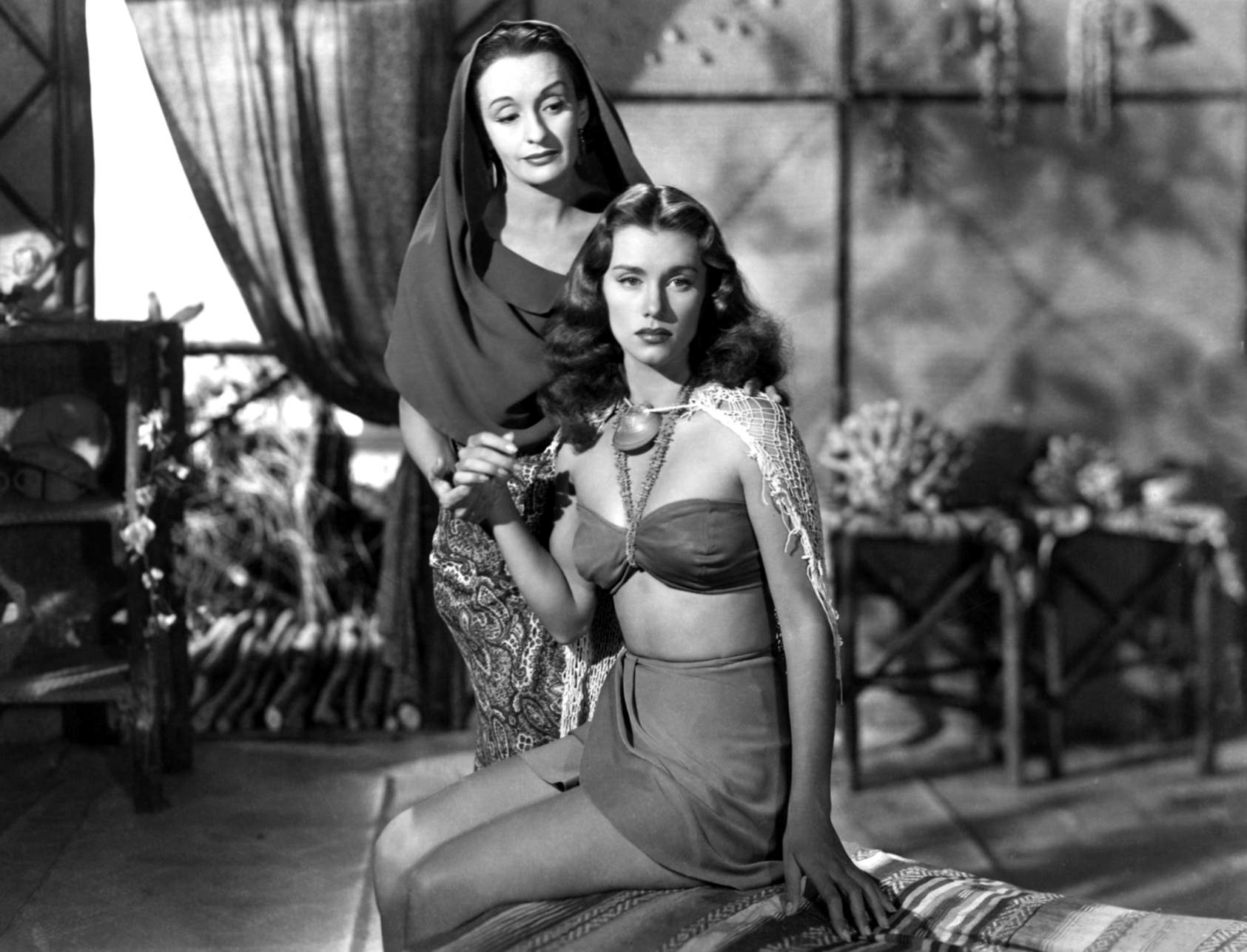
Palma & Linda Christian no filme Tarzan and the Mermaids (1948).

La Mujer del puerto (1934) tornou-se um sucesso instantâneo e Palma tornou-se uma superestrela, praticamente da noite para o dia. Nos anos seguintes, ela foi muito procurada: seu próximo filme foi totalmente oposto a Rosário, interpretando a famosa poetisa, dramaturga e freira do século XVII Sor Juana Inés de la Cruz ; voltou a Hollywood para fazer dois "filmes latinos", fez uma pausa de quatro anos no teatro e em 1943 foi dirigida por seu irmão Julio Bracho no clássico melodrama Distinto amanecer (1943). Ela interpretou Julieta, uma esposa frustrada durante o dia e uma prostituta durante a noite. Ela apareceu em outros filmes como El Rosario (1943), Los buitres sobre el tejado (1945) e La casa de la zorra(1945). Em 1948, Palma participou de um veículo Tarzan, Tarzan and the Mermaids (1948), estrelado por Johnny Weissmuller. Ela viajou para a Espanha para atuar em uma peça e durante os ensaios conheceu o ator Enrique Díaz, com quem se casou. Quando ela voltou ao México, ela não era mais considerada uma jovem protagonista e se especializou em papéis de personagem.
Na década de 1950, ela participou de duas produções clássicas de Rumberas e de grande sucesso comercial, estrelando o superastro cubano Ninón Sevilla e dirigido por Alberto Gout, interpretando um dono de bordel em Aventurera (1950) e uma esposa sofredora em Sensualidad (1951). Realizou outros filmes como Mujeres sin mañana (1950), com Carmen Montejo e Leticia Palma, e Eugenia Grandet (1952) com Marga López. Em 1955 trabalhou com Luis Buñuel em Ensayo de un crimen (1955). No final dos anos 1950, ela aparece ao lado de Libertad Lamarque emLa mujer que no tuvo infancia (1956); María Félix em Miercoles de ceniza e Dolores del Río em Aonde vão nossos filhos? (1958), entre outros.
Embora tenha trabalhado na indústria cinematográfica mexicana até a década de 1970, Andrea Palma se concentrou na televisão e no teatro desde o final dos anos 1950, incluindo sua aparição semanal como apresentadora da popular série La novela semanal, baseada em clássicos da literatura, até sua aposentadoria em 1979 por causa de uma doença. Seu último papel foi com a sobrinha e afilhada Diana Bracho na série Ángel Guerra (1979).

## Filmografia
- Girl of the Río (1931)
- La Venus rubia (1932)
- La mujer del puerto (1934)
- Sor Juana Inés de la Cruz (1935)
- Ave sin Rumbo (1936)
- Amapola del Camino (1937)
- La Inmaculada (1939)
- Distinto amanecer (1943)
- El Rosario (1944)
- La Casa de la Zorra (1945)
- Los buitres sobre el tejado (1946)
- Bel Ami (1947)
- Tarzán y las sirenas (1948)
- Aventurera (1950)
- Por la puerta falsa (1950)
- Sensualidad (1951)
- Mujeres sin mañana (1951)
- La Mentira (1952)
- Eugenia Grandet (1952)
- Ensayo de un crimen (1955)
- La mujer que no tuvo infancia (1957)
- Miércoles de ceniza (1958)
- ¿Adonde van nuestros hijos? (1958)
- Mi esposa se divorcia (TV) (1959)
- Espejo de sombras (TV) (1960)
- Teresa (1961)
- Janina (TV) (1962)
- La familia Miau (TV) (1963)
- La piel de zapa (TV) (1964)
- Juicio de almas (TV) (1964)
- Puente de cristal (TV) (1965)
- El proceso de Cristo (1966)
- El Barón Brokola (1967)
- El Rabo Verde (TV) (1970)
- Lucía Sombra (TV) (1971)
- Muñeca (TV) (1967)
- Mundo de juguete (TV) (1974)
- Pobre Clara (TV) (1975)
- Pasiones encendidas (TV) (1978)
- Ángel Guerra (TV) (1979)